# Mahanoro flygplats
Mahanoro är en flygplats i Madagaskar. Den ligger i den centrala delen av landet, 170 km sydost om huvudstaden Antananarivo. Mahanoro ligger 5 meter över havet.
Terrängen runt Mahanoro är huvudsakligen platt, men åt nordväst är den kuperad. Havet är nära Mahanoro österut.  Närmaste större samhälle är Mahanoro, 7,4 km söder om Mahanoro. 